# Allodiopsis gracai
Allodiopsis gracai är en tvåvingeart som beskrevs av Sevcik och Papp 2003. Allodiopsis gracai ingår i släktet Allodiopsis och familjen svampmyggor.
Artens utbredningsområde är Ungern. Arten är reproducerande i Sverige. Inga underarter finns listade i Catalogue of Life.